# Sahih Muslim
Ne doit pas être confondu avec Salih Muslim.
Le Sahih Muslim (arabe : صحيح مسلم, [ṣaḥīḥ Muslim]) est l'un des six plus grands recueils de hadiths de l'islam sunnite. Il est aussi appelé Al-Musnadu Al-Sahihu bi Naklil Adli. Il est considéré dans le milieu sunnite comme la deuxième collection de hadith la plus authentique (ṣaḥīḥ) après le Sahih al-Bukhari. Il fut écrit par l'imam Muslim ibn al-Hajjaj (821-875) au IXe siècle lorsque celui-ci voyagea dans la péninsule arabique, en Irak, en Égypte et en Syrie. Certains[Qui ?] ont parfois même privilégié l'œuvre de l'imam Muslim au Jâmi’us-Sahih d’al-Bukhari. L’imam Muslim précise que sur les trois cent mille hadiths qu'il rassembla en quinze années, il n'en considéra que 9 200 comme authentiques, qu'il compila en 54 chapitres.